# آلبرت لستر لنینگر
آلبرت لستر لنینگر (به انگلیسی: Albert Lester Lehninger) ‏
(۲۸ بهمن ۱۲۹۵ - ۱۳ اسفند ۱۳۶۴) یک زیست‌شیمیدان امریکایی بود که در زمینهٔ بیوانرژیتیک تلاش‌های بسیاری کرد. همین امر سبب شد تا وی به همراه یوگین کندی در سال ۱۳۲۷ پی ببرد که فرایند فسفرگیری اکسایشی در میتوکندری رخ می‌دهد.

## زندگی‌نامه
وی دکترای خود را در سال ۱۳۲۱ (۱۹۴۲ میلادی) از دانشگاه ویسکانسین-مدیسن گرفت.

## فعالیت‌ها
وی در طول زندگی خود چند کتاب درسی بزرگ نگاشت که از مهمترین آن‌ها می‌توان به کتاب «اصول بیوشیمی لنینجر» اشاره کرد.